# HD 220790
HD 220790，又名CP-59 7890，SAO 247882、HR 8909，是一颗恒星，视星等为5.63，位于銀經322.23，銀緯-55.38，其B1900.0坐标为赤經23h 21m 32.9s，赤緯-59° -55.38′ 42″。